# Tufão Pamela (1976)
O tufão Pamela foi um poderoso tufão que atingiu o território americano de Guam em maio de 1976, causando cerca de US$ 500 milhões em danos (USD). A sexta tempestade nomeada e o terceiro tufão da temporada de tufões no Pacífico de 1976, Pamela desenvolveu-se em 14 de maio de um cavado nos Estados Federados da Micronésia na área das Ilhas Nomoi. Ele executou um loop anti-horário e se intensificou lentamente, trazendo fortes chuvas para as ilhas da região. Dez pessoas morreram em Chuuk devido a um deslizamento de terra. Depois de iniciar um movimento constante de noroeste em direção a Guam, Pamela atingiu seus ventos máximos de 240 km/h.
Em 21 de maio, o grande olho do tufão cruzou Guam, produzindo ventos com força de tufão (maiores que 118 km/h) por um período de 18 horas. Estima-se que 80% dos edifícios da ilha foram danificados em algum grau, incluindo 3.300 casas que foram destruídas. A marcha lenta de Pamela produziu 856 mm de chuva, tornando maio de 1976 o mais chuvoso já registrado em Guam. Apesar do alto dano, avisos bem executados mantiveram o número de mortos em apenas um. Depois de afetar a ilha, o tufão enfraqueceu e virou para nordeste, passando perto de Iwo Jima antes de se tornar um ciclone extratropical.

## História meteorológica
As origens do tufão Pamela foram de um distúrbio tropical que persistiu no extremo leste do cavado equatorial em 13 de maio. Na altura, situava-se a cerca de 425 km ao norte de Chuuk nos Estados Federados da Micronésia. A perturbação foi inicialmente difícil de localizar, pois seguia geralmente para o sul e sudoeste, um movimento causado por um vale troposférico superior tropical que se movia para o sul. Em 14 de maio, a Agência Meteorológica do Japão (JMA) indicou que o sistema se desenvolveu em um ciclone tropical. Nesse mesmo dia, o Joint Typhoon Warning Center (JTWC) seguiu o exemplo e classificou-o como depressão tropical 06W. No dia seguinte, dados de reconhecimento de aeronaves do 54º Esquadrão de Reconhecimento Meteorológico indicaram que a depressão se intensificou na tempestade tropical Pamela. Foi capaz de se intensificar depois que o cavado recuou para o norte, desenvolvendo escoamento. A tempestade virou para o sul e leste, gradualmente executando um loop no sentido anti-horário através do FSM. Isso ocorreu devido a um crista de construção entre Pamela e o tufão Olga a oeste. Em 16 de maio, observações de Satawan nas Ilhas Carolinas indicaram que Pamela atingiu o status de tufão, que é um ciclone tropical com ventos máximos sustentados de pelo menos 118 km/h. Isso foi confirmado no dia seguinte por observações de aeronaves.
Ao atingir o status de tufão, Pamela era um pequeno ciclone tropical com um centro nublado denso abrangendo 280 km de diâmetro. Depois de completar seu giro no sentido anti-horário, o tufão iniciou um movimento lento para noroeste, uma vez que o cume a oeste diminuiu. Em 18 de maio, passou a 95 km de Chuuk, e nessa época Pamela desenvolveu um olho circular cerca de 18 km de diâmetro. O tufão intensificou-se constantemente à medida que começou um movimento noroeste mais constante devido a um cavado a leste e, em 19 de maio Pamela atingiu ventos máximos de 240 km/h cerca de 485 km sudeste de Guam. Na ocasião, teve rajadas de 295 km/h.
Tufão Pamela manteve intensidade máxima por cerca de 18h horas, durante as quais um avião de reconhecimento relatou uma pressão atmosférica de 921 mbar (27.2 inHg) na superfície; a aeronave também relatou paredes oculares concêntricas. A JMA estimou que a pressão mínima foi ligeiramente menor em 920 mbar (27 inHg). Uma depressão passando ao norte fez com que o tufão virasse mais para norte-noroeste. Por volta das 04:00 UTC em 21 de maio, a parede do olho de Pamela atingiu o sudeste de Guam com ventos de cerca de 220 km/h. Durante um período de três horas, o dolho de 37 km de largura cruzaram a ilha. Depois de deixar a ilha, Pamela continuou em direção noroeste por dois dias, mantendo a sua intensidade. Em 23 de maio, virou para o norte e nordeste devido a uma quebra na cordilheira subtropical. O tufão passou a 28 km a leste de Iwo Jima com ventos de 140 km/h. Como Pamela acelerou sobre águas mais frias e em uma área de maior de cisalhamento do vento, enfraqueceu rapidamente e foi rebaixado para uma tempestade tropical em 25 de maio. No dia seguinte, a tempestade tornou-se extratropical, que durou até 1 de junho antes de se dissipar sobre o Mar de Bering.

## Preparativos e impacto
Pamela apresentou uma ameaça a Guam pela primeira vez em 16 de maio quando atingiu o status de tufão pela primeira vez. Todas as previsões subsequentes anteciparam que o tufão passaria dentro de 185 km. Em resposta à abordagem de Pamela, Guam foi colocado sob Condição de Prontidão de Tufão III (TCCOR 3) em 18 de maio. Isso foi atualizado para TCCOR II mais tarde naquele dia e TCCOR I no dia seguinte. A Marinha e a Força Aérea evacuaram ativos. Antes da chegada do tufão, as autoridades aconselharam os moradores a armazenar água antes da chegada da tempestade. Cerca de 2.100 pessoas em casas de madeira vulneráveis foram evacuadas para abrigos contra tempestades montados em escolas e repartições públicas.

### Ilhas Chuuk
Ao passar entre os atóis Losap e Namoluk nas Ilhas Mortlock, Pamela produziu ventos de mais de 102 km/h. Diferentes comunidades experimentaram diferentes níveis de danos causados pela tempestade. As ilhas de Etal, Namoluk e Kutu receberam os maiores danos, pois as ondas da tempestade submergiram essas ilhas por mais de 15 a 18 horas. Nessas ilhas, o tufão deixou colheitas pesadas e danos aos recifes. Ilhas como Satawan e Lukunor receberam danos mais moderados da tempestade. Nenhuma morte foi relatada nas Ilhas Morlock. :265–6
De 17 a 18 de maio, no Serviço Meteorológico de Chuuk, Pamela despejou 371 mm (14.59 in) de chuva. As chuvas resultaram em deslizamentos de terra que mataram 10 pessoas em Weno, muitas das quais viviam em uma única casa enterrada; várias pessoas também ficaram feridas. Os ventos chegaram a 91 km/h.

### Ilhas Marianas
O tufão produziu rajadas de força de tempestade tropical e 250 mm (10 in) de chuva em Saipã. O impacto ali foi menor.
Ao cruzar lentamente Guam, Pamela produziu ventos de mais de 185 km/h em toda a ilha durante um período de seis horas, causando grandes danos generalizados. Ventos com força de tufão foram relatados por 18 horas, e ventos com força de tempestade tropical foram relatados por 30 horas. À medida que o olho atravessava a ilha, os ventos oscilavam rapidamente entre rajadas de 150 km/h à calma no espaço de alguns minutos; isso criou um grande gradiente de pressão que causou danos adicionais. O tufão deixou um total de 856 mm de chuva,  incluindo 690 mm em um período de 24 horas, na ilha. Isso contribuiu para que maio de 1976 fosse o mês mais chuvoso de Guam já registrado.
No porto de Apra, dez navios ou rebocadores foram afundados, assim como inúmeras embarcações menores. Um dos navios que sobreviveu no porto foi o cúter Basswood da Guarda Costeira, que registrou rajada de vento de 220 km/h. Os danos de Pamela impediram voos regulares dentro e fora da ilha.
O tufão deixou grandes danos a propriedades militares e civis na ilha, estimados em $ 500 milhões (1976 USD). Árvores também foram arrancadas em toda a ilha. Embora Pamela não fosse tão forte quanto o tufão Karen em 1962, ele se mostrou mais caro devido ao seu movimento lento. Prédios de concreto sobreviveram em grande parte à tempestade, mas linhas de energia e estruturas de madeira foram devastadas. O tufão cortou todos os serviços públicos da ilha, bem como as duas estações de rádio de Guam. A Cruz Vermelha americana estimou que Pamela destruiu 3.300 casas e danificou significativamente outras 3.200. Funcionários do governo estimaram preliminarmente que 80% dos edifícios foram danificados em algum grau, dos quais metade foi destruída. Ao todo, 14.000 famílias sofreram danos durante a tempestade. Cerca de 300 pessoas na ilha ficaram feridas e, embora a Cruz Vermelha tenha relatado três mortes, o JTWC relatou apenas uma morte em Guam no relatório de final de ano. O baixo total de mortes foi atribuído a avisos e previsões oportunas.

## Consequências
A interrupção em Guam foi significativa o suficiente para que o local de recurso do JTWC na Base Aérea de Yokota, no Japão, assumisse responsabilidades de previsão e alerta por cinco dias a partir de 20 de maio. A limpeza e recuperação levaram meses, com a ajuda de militares. Durante o rescaldo, a escassez de alimentos resultou em longas filas de ajuda na Base Aérea de Anderson. Devido a Pamela, bem como à ocorrência de outros desastres em 1976, a Cruz Vermelha Americana se endividou, depois de fornecer cerca de $ 10 milhões em assistência a 16.000 famílias. A agência criada 29 abrigos para 2.600 pessoas.
Em 22 de maio, um dia após o tufão atingir a ilha, o presidente dos Estados Unidos, Gerald Ford, declarou Guam uma área de grande desastre. Em setembro de 1976, o Senado dos Estados Unidos aprovou um projeto de lei que incluía ajuda para as vítimas da tempestade. Por fim, o governo dos EUA forneceu US$ 200 milhões em ajuda e fundos de reconstrução nos dois anos seguintes à passagem do tufão. Isso incluiu cerca de $ 80 milhões para consertar as instalações militares de Guam, que levaram vários anos para serem concluídas. Após a passagem do tufão e durante a década de 1980, as casas de madeira da ilha passaram por um processo de substituição por casas de concreto mais seguras.